# Халаг
Халаг (таб. Халагъ) — село в Табасаранском районе Дагестана. Административный центр Халагского сельсовета, имеющего статус сельского поселения.

## География
Расположено в 6 км к юго-западу от районного центра села Хучни.

## Население
| 1895 | 1926 | 1939 | 1970 | 1989 | 2002 | 2010 |
| ---- | ---- | ---- | ---- | ---- | ---- | ---- |
| 468  | ↘380 | ↗424 | ↗624 | ↗638 | ↗727 | ↘678 |
| 2021 |      |      |      |      |      |      |
| ↗697 |      |      |      |      |      |      |

## Инфраструктура
- Ковровый цех[9]
- Врачебная амбулатория[10]
- Спортивная площадка[11]

## Известные уроженцы
- Зейнутдин аль-Халаги (Халилов) — религиозный деятель, участник ВОВ, участвовал в боях за Витебск, сражении на Курской дуге. Родился в 1897 году, будучи восьмилетним ребёнком, Зейнутдин мог уже самостоятельно читать тексты из книг на арабском языке, а затем изучать арабский язык. В 1928 году закончил ликбез на латинской графике. Несмотря запреты, он активно участвовал в основных мероприятиях: маджлисах, мавлидах, зикрах, зияратах не только своего села, но и близлежащих сел Табасаранского и Хивского районов.[12]
- Наврузбег Алибеков — исламский учёный, шейх, получивший религиозное образование ещё в дореволюционном Дагестане.[13][14]

## Интересные факты
- В 1994 году в село вместе со своей семьёй приехал предприниматель из штата Огайо (США) Филип Шенк[15][16][17] и прожил там 11 лет. В Халагской СОШ он преподавал английский язык, а его младшие дети были в ней учениками, среди которых был сын Филипа, по имени Андрей, который впоследствии уехал обратно в США. В 2005 году, сдавая вступительные экзамены в американском университете, Андрей набрал 1520 баллов (из 1600 максимально возможных). По признанию самого Филипа «Никто в нашей семье, включая меня самого, никогда не набирал такого количества баллов, сдавая эти университетские вступительные экзамены». Филип решил поделиться радостной вестью с одним из учителей Халагской школы, который, в свою очередь, попросил поздравить Андрея от его имени, затем похлопал его по спине и сказал:[18]

«Ну что ж, Филип, если бы ты тоже учился в Халагской школе, то тоже мог бы сдать вступительные экзамены в университет с таким результатом»